# Eryngium carlinae
Cabezona (Eryngium carlinae) es una planta herbácea perenne de la familia Apiaceae. Posee espinas y flores con tonalidades blancas, azules y moradas. Se distribuye en ambientes perturbados generalmente en los estados de la Sierra Madre Occidental. Su aprovechamiento está relacionado en algunos lugares para tratamientos en malestares urinarios.  

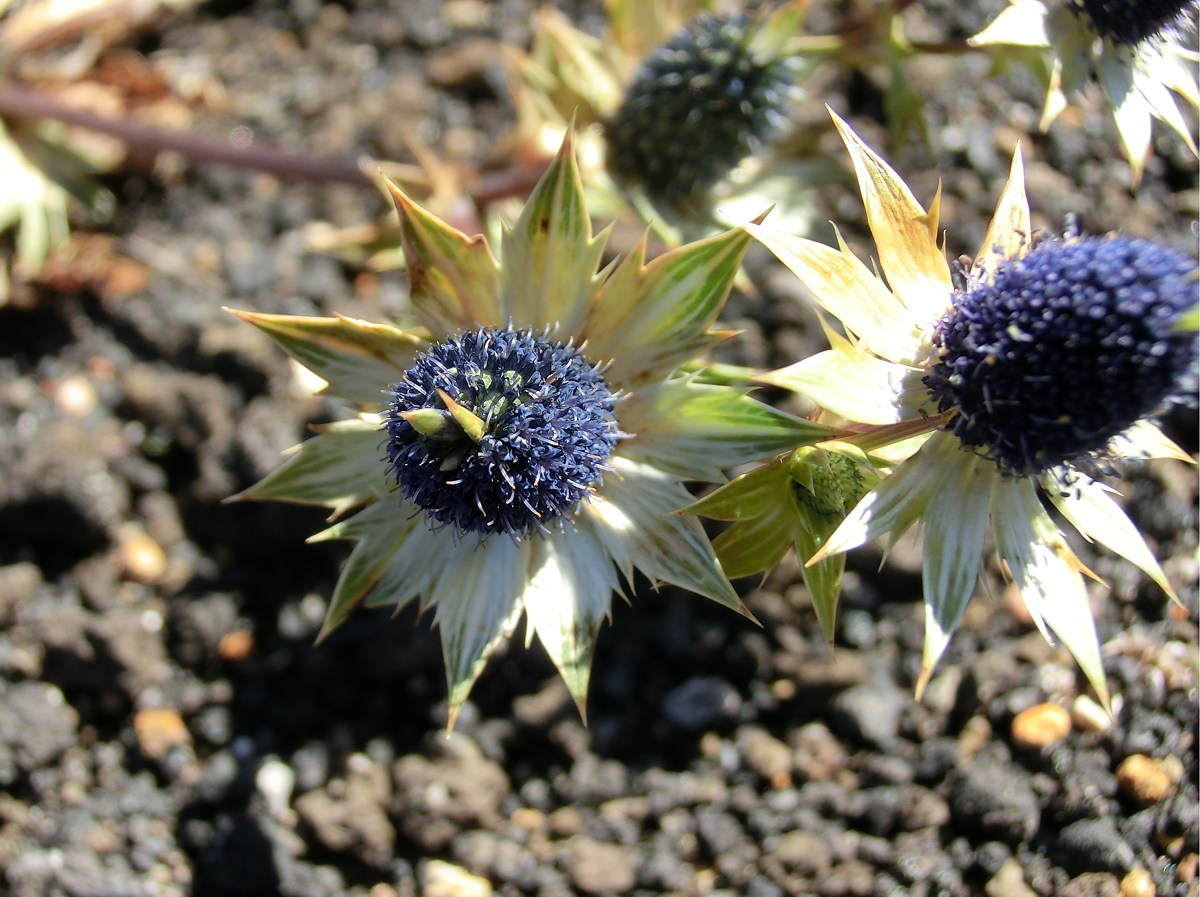
Detalle

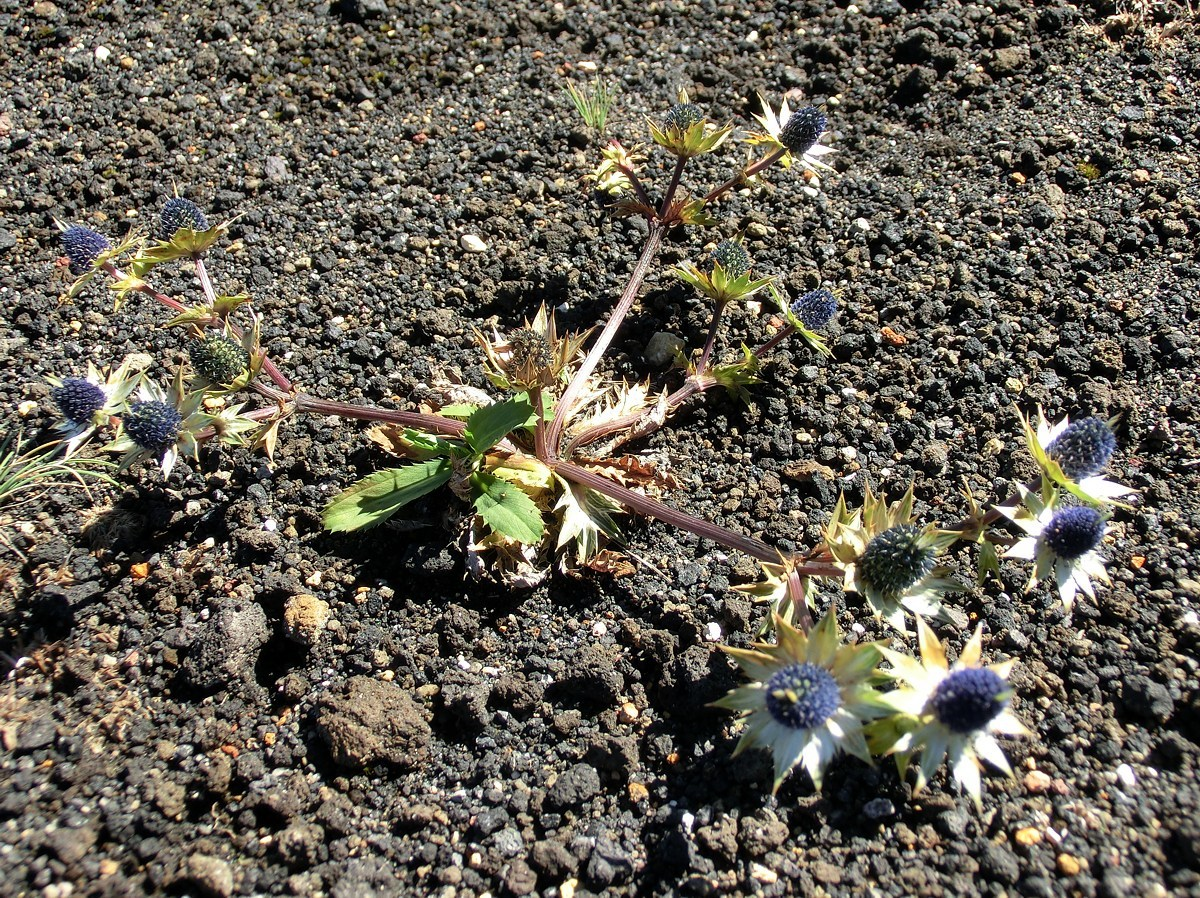
En su hábitat

## Hábitat y distribución
De lugares perturbados; sitios abiertos de las orillas de parcelas, alrededores de casas, en áreas degradadas, y como arvense. Endémica de México y Centroamérica. Es una especie común en México hasta los 3.900 m s. n. m. Se distribuye en los estados de la Sierra Madre Occidental, del Bajío, Tlaxcala y Puebla.

## Descripción
Es una planta espinosa sin tallo aparente, y cuando raramente está, es inclinado a erecto, uno o varios, sencillos o con ramificaciones casi horizontales;  puede crecer de 1- 5 dm de altura, no obstante, sus raíces son muy largas y pueden llegar a medir unos 5 m. Sus hojas basales en una roseta densa, peciolos alados, base envainada; lámina oblanceolada, 3-10 cm de largo y 0,5–2 cm de ancho, ápice obtuso,  márgenes pilosos tiesos (setoso) a espinuloso-aserrado, o algo más profundamente partido (pinnatífido), base atenuada, nervación pinnada reticulada; las hojas en el tallo son semejantes a las basales, las superiores se presentan opuestas y sin peciolo (sésiles), a veces profundamente partidas.  La inflorescencia compuesta de cabezuelas ovoides, 5–10 mm de largo y 5–7 mm de diámetro, azules, violetas, blancas, crecen sobre pedúnculos; en el ápice del pedúnculo hay 8-12 brácteas (involucro) extendidas, ovadas a oblanceoladas o linear-lanceoladas, ápice agudo, márgenes enteros, espinoso-aserrados cerca del ápice, haz blanquecino a amarillento y envés verde;  cabezuelas con numerosas flores sésiles acompañadas por una sola bractéola en su base (el involucelo). Flores  pequeñas, simétricas radial, hermafroditas, blancas, azules, moradas; cáliz con un tubo obcónico, 5-lóbulos, rígidos, acuminados, recorridos por un nervio grueso, ovados, 1–2 mm de largo,  márgenes enteros; pétalos 5-libres, espatulados,  1 mm de largo; 5-estambres, alternos con los pétalos; ovario ínfero, 2-carpelos, 2-estilos algo más cortos o largos que los sépalos.  Fruto aquenio esquizocarpo (fruto indehiscente con gineceo 2-carpelos unidos, a la madurez se separan) ovoide o subgloboso,  1–2 mm de largo, aplanado lateralmente, y 2-mericarpos (cada una de las partes separables del fruto) cada uno con una semilla.

## Usos
No se cultiva, por el contrario, se le combate cuando invade terrenos destinados al pastoreo o la producción de forraje. Además, en la herbolaria tradicional se le atribuyen propiedades diuréticas y cicatrizantes, sus hojas tiernas y su raíz pueden consumirse en ensaladas y cuando se seca puede usarse como adorno. 

## Taxonomía
Eryngium carlinae fue descrita en 1808 por François Delaroche en Eryngiorum nec non Generis Novi Alepideae Historia 53–54, t. 23.

### Etimología
Eryngium: nombre genérico derivado del griego antiguo ἠρύγγιον "ērúngion", nombre que usó Teofrasto para describir una pequeña planta espinosa (probablemente Eryngium campestre).
carlinae: epíteto que se refiere a Carlina L. (Asteraceae), por el parecido con las plantas de este género.

### Sinonimia
- Eryngium affine H.Wolff
- Eryngium carlinae var. decumbens DC.
- Eryngium carlinae var. erectum DC.
- Eryngium radiatum Willd. ex Spreng.
- Eryngium reptans Hemsl.[5]

## Nombre común
- En México: hierba del sapo, cabezona, cardón, espinosa, estrellita, mosquitas, perejil, perejil de monte.[6]